# Mistrzostwa Polski w Boksie 1979
50. Mistrzostwa Polski w boksie mężczyzn odbyły się w dniach 18-25 marca 1979 roku w Łodzi.

## Medaliści
| Kategoria:                        | Złoto:                                           | Srebro:                              | Brąz:                                                                         |
| waga papierowa (do 48 kg)         | Henryk Pielesiak (Gwardia Łódź)                  | Zbigniew Ciota (Śląsk Ruda Śląska)   | Zbigniew Raubo (Legia Warszawa) Jan Urbaniak (Czarni Słupsk)                  |
| waga musza (do 51 kg)             | Henryk Średnicki (GKS Jastrzębie)                | Stanisław Syjud (Carbo Gliwice)      | Bogusław Pietrzykowski (Gwardia Łódź) Wojciech Zamora (Walka Zabrze)          |
| waga kogucia (do 54 kg)           | Leszek Borkowski (Gwardia Łódź)                  | Władysław Pilecki (Gwardia Łódź)     | Ryszard Czerwiński (Stal-Stocznia Szczecin) Andrzej Danielak (GKS Jastrzębie) |
| waga piórkowa (do 57 kg)          | Kazimierz Przybylski (Legia Warszawa)            | Roman Gotfryd (Wisłoka-Morsy Dębica) | Arkadiusz Paturej (Czarni Słupsk) Zdzisław Tomasik (Błękitni Kielce)          |
| waga lekka (do 60 kg)             | Adam Piwowarski (Carbo Gliwice)                  | Kazimierz Adach (Czarni Słupsk)      | Leszek Kosedowski (Stoczniowiec Gdańsk) Piotr Witt (Sokół Piła)               |
| waga lekkopółśrednia (do 63,5 kg) | Kazimierz Szczerba (Legia Warszawa)              | Jan Olejnik (Gwardia Łódź)           | Józef Mielewczyk (Stoczniowiec Gdańsk) Tadeusz Stęplewski (Błękitni Kielce)   |
| waga półśrednia (do 67 kg)        | Zbigniew Kicka ("Górnik Pszów" Wodzisław Śląski) | Aleksander Brydak (Stal Rzeszów)     | Piotr Bobrowski (Stoczniowiec Gdańsk) Janusz Janowski (Wisłoka-Morsy Dębica)  |
| waga lekkośrednia (do 71 kg)      | Jerzy Rybicki (Gwardia Warszawa)                 | Wiesław Niemkiewicz (Zagłębie Lubin) | Andrzej Krysiak (Gwardia Łódź) Mirosław Kuźma (Zawisza Bydgoszcz)             |
| waga średnia (do 75 kg)           | Henryk Janowski (Stal Rzeszów)                   | Czesław Dawiec (Czarni Słupsk)       | Waldemar Drewicz (Sokół Piła) Ryszard Malinowski (Górnik Pszów)               |
| waga półciężka (do 81 kg)         | Paweł Skrzecz (Gwardia Warszawa)                 | Janusz Gortat (Legia Warszawa)       | Wiesław Adamski (Czarni Słupsk) Jacek Kucharczyk (Gwardia Warszawa)           |
| waga ciężka (do 91 kg)            | Grzegorz Skrzecz (Gwardia Warszawa)              | Kazimierz Folta (Zagłębie Lubin)     | Andrzej Kolasiński (Widzew Łódź) Mieczysław Leśniak (Gwardia Łódź)            |
| waga superciężka (powyżej 91 kg)  | Andrzej Biegalski (GKS Jastrzębie)               | Ryszard Mazur (Olimpia Poznań)       | Zdzisław Jańczak (Gwardia Łódź) Jerzy Stodulski (Czarni Słupsk)               |